# Sindelsdorf
Sindelsdorf è un comune tedesco di 1.075 abitanti situato nel circondario di Weilheim-Schongau nel distretto governativo dell'Alta Baviera, nel Land della Baviera.

## Geografia fisica
Sindelsdorf si trova nella regione dell'Oberland bavarese. A sud-ovest si trova il lago di Fichtsee. Nel territorio comunale di Sindelsdorf sono ricompresi i nuclei residenziali di Berghof, Füllersried, Mühleck, Riedern, Schweigersried e Urthal.

## Storia
Sindelsdorf, nell'attuale Alta Baviera, faceva parte del Monastero di Benediktbeuern sotto la sovranità del principe elettore di Baviera. L'attuale comune sorse politicamente nel 1818.
Insieme a Murnau, Sindelsdorf fu legata al gruppo artistico "Der blaue Reiter". Dal 1909 al 1914 qui vissero Franz Marc, Jean-Bloé Niestlé ed Heinrich Campendonk, ma altri celebri pittori come Vassily Kandinsky, August ed Helmuth Macke, Gabriele Münter ed Alexej von Jawlensky frequentavano Sindelsdorf per incontri di lavoro. Molti famosi dipinti, tra i quali La torre dei cavalli blu di Franz Marc, furono realizzati a Sindelsdorf.

### Sviluppo demografico
La popolazione del comune di Sindelsdorf ammontava a 681 persone nel 1970, divenute 783 nel 1987, 1.011 nel 2000 e 1.011 nel 2008. Attualmente la popolazione ammonta a 1.122 unità.

## Politica
Il sindaco di Sindelsdorf è Josef Buchner della lista civica UWS.
Le entrate fiscali nel 1999 ammontavano a circa 425.000 euro, di cui circa 60.000 derivanti dalla Gewerbesteuer, un'imposta locale sulle attività produttive esistente in Germania dal 1891.